# Radebeuler Steinrücken
Der Radebeuler Steinrücken ist die mittlere der drei Einzelweinlagen der Großlage Lößnitz im Stadtteil Niederlößnitz der Stadt Radebeul im Weinbaugebiet Sachsen und ist nach einem Weinberg innerhalb dieser Weinlage benannt.
Die die Landschaft Lößnitz prägenden Steillagen aus Granit-Porphyr und Syenitverwitterungsböden mit ihren trockengesetzten Syenit-Weinbergsmauern sind als Landschaftsschutzgebiet ausgewiesen und seit 1999 als Denkmalschutzgebiet Historische Weinberglandschaft Radebeul geschützt.
Der Wein in der Einzellage Steinrücken wird von mehreren Weinbaubetrieben und von den Steillagenwinzern der Weinbau-Gemeinschaft Niederlößnitz angebaut.

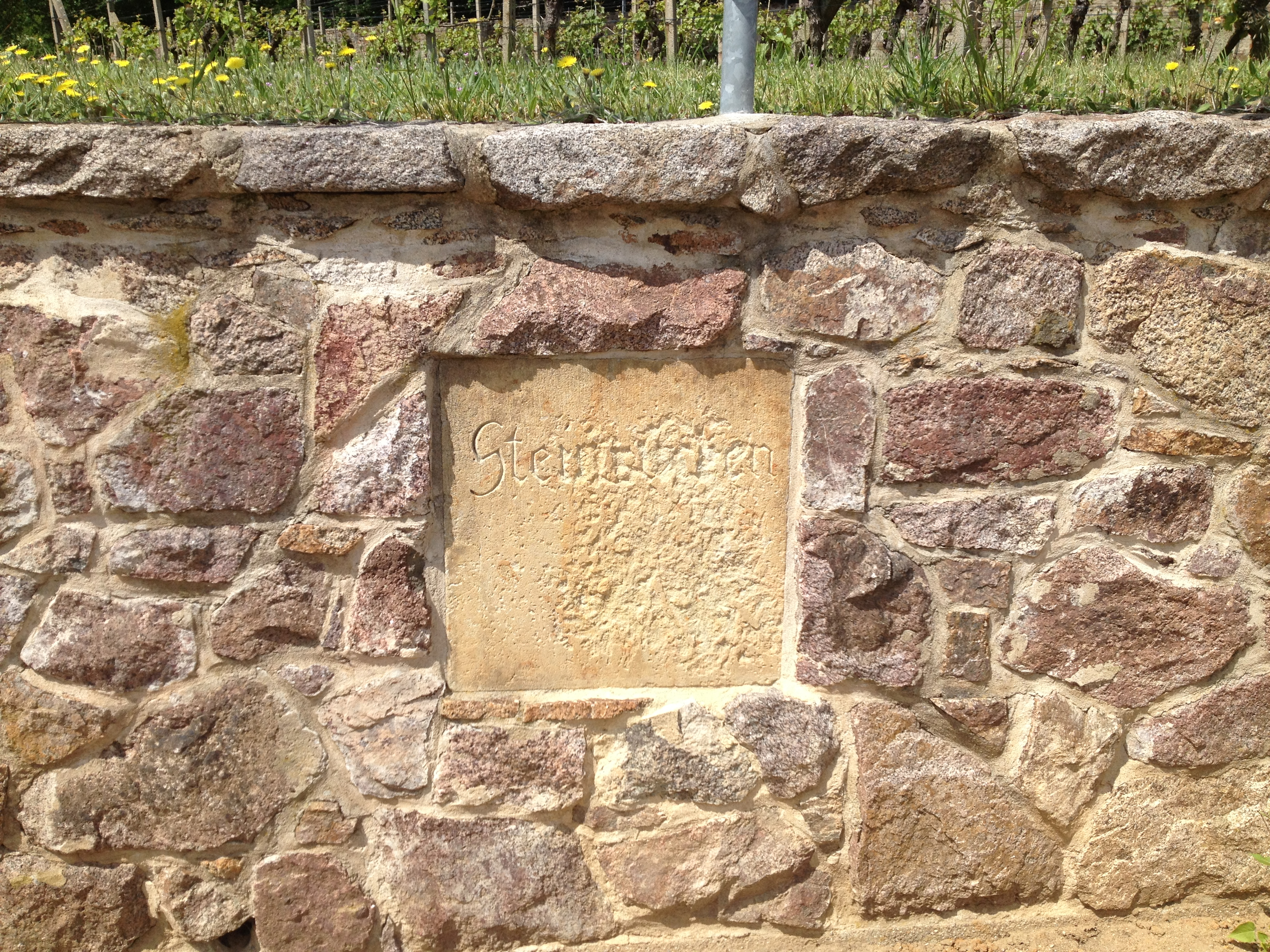
Stein mit Inschrift „Steinrücken“ in der Umfassungsmauer der Winzerei Förster

## Lage und Weinberge

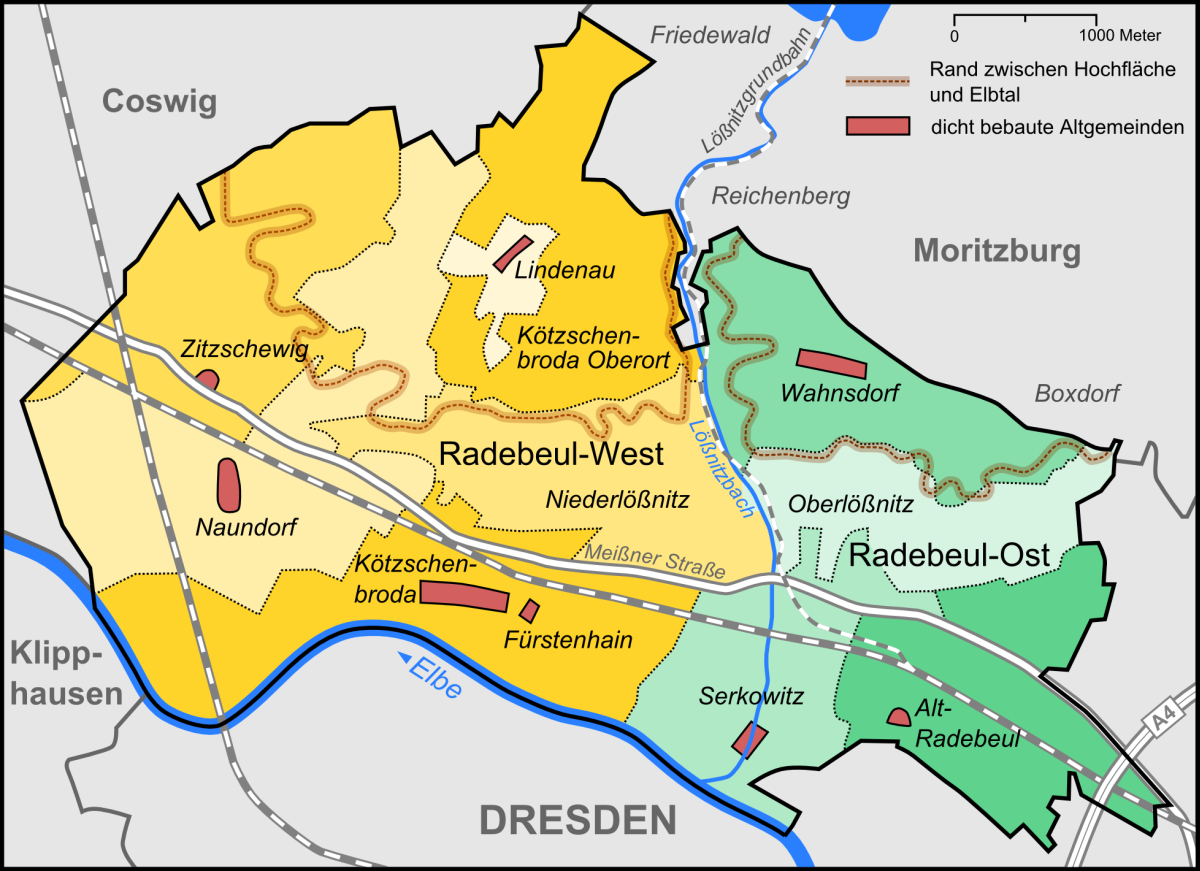
Der Steinrücken liegt in Niederlößnitz (braun: Die Hangkante mit den Steillagen nach Süden)

Der Radebeuler Steinrücken reicht in Niederlößnitz vom Lößnitzbach nach Westen bis zur Moritzburger Straße, der Verbindung vom Anger von Kötzschenbroda an Lindenau vorbei bis nach Friedewald, und umfasst etwa 23 Hektar.
Zu den Steillagen mit 12,6 Hektar gehören die Weinberge:
- Bussardberg
- Steinrücken
- Friedensburg
- Gemssteig
- Minckwitzscher Weinberg
- Terrassenberg
- Auf den Bergen (auch: Paradies)

Der für die Einzellage namensgebende Einzelweinberg Steinrücken liegt südlich des Waldpark Radebeul-West auf der Ostseite der Moritzburger Straße, genauer wird er östlich von der Oberen Burgstraße begrenzt und im Norden von Am Wasserturm. Die Gemarkungen sind in südlicher bis südwestlicher Richtung ausgerichtet. Auf der Westseite der Moritzburger Straße schließt sich die Lage Radebeuler Johannisberg an, auf der Ostseite des Lößnitzbachs schließt sich die Einzellage Radebeuler Goldener Wagen an.

## Klima und Geologie
Die Lößnitz liegt im Elbtal im Norden der Elbe und profitiert damit, trotz einer Entfernung von 1,2 bis 2 Kilometern des Flusses zu den Rebfeldern vom mildernden Einfluss des Wassers. Aufgrund der klimatischen Bedingungen auf der Südseite des steil ansteigenden Elbhangs ist in Radebeul Edelobst- und Weinanbau möglich. Die jährliche Durchschnittstemperatur liegt bei 9,2 °C. Die durchschnittliche jährliche Sonnenscheindauer, gemessen an der ehemaligen Wetterwarte Wahnsdorf, liegt mit 1634 Stunden über dem bundesdeutschen Durchschnitt von 1541 Stunden. Der stetige Wechsel zwischen der Wärme des Tages und der Kühle der Nacht sorgt für eine langsame Reifung der Trauben und führt zur Steigerung des Extraktgehalts der Beeren.
Da Radebeul im Elbtal das mildeste Klima von Sachsen hat, wird es auch Sächsisches Nizza genannt, zurückgehend auf einen Ausspruch des sächsischen Königs Johann um 1860.
Die Lößnitz steigt von der Elbaue über die Elbterrasse bis zum Steilanstieg des Elbhangs, der als Teil der Lausitzer Verwerfung aus Syenitverwitterungsböden besteht und in die Hochfläche der Lausitzer Platte übergeht. Sie wird durch mehrere Kerbtäler zerschnitten, von denen der Lößnitzgrund mit dem Lößnitzbach dauerhaft Wasser führt, während die anderen Täler, der Fiedlergrund, der Kroatengrund und der Rietzschkegrund durch sogenanntes Verlorenes Wasser gebildet werden, das nach Erreichen des wasserdurchlässigen Sandbodens der Elbterrassen versickert und ins Grundwasser übergeht.
Wegen der Steilheit vieler Lagen oberhalb der Elbmittelterrasse mit ihren 30 bis maximal 100 Prozent Steigung ist die Schicht aus Verwitterungsprodukten des Unterbodens recht dünn. Die Reben müssen deshalb häufig auf Terrassen mit Trockenmauern angebaut werden.

## Rebsorten imSteinrücken
Während der sächsische Weinbau im Mittelalter hauptsächlich vom Gemischten Satz geprägt war, dominiert seit Anfang des 17. Jahrhunderts der sortenreine Anbau („nach Württemberger Art“). Hauptsächlich verbreitet sind Müller-Thurgau, Riesling, Weißburgunder, Ruländer, Traminer, Kerner, Spätburgunder und Scheurebe. Der Goldriesling wird in Deutschland lediglich in Sachsen angebaut.
| \| \| Angebaute weiße und rote Rebsorten (Hauptsorten fett dargestellt) \| | \| \| Angebaute weiße und rote Rebsorten (Hauptsorten fett dargestellt) \| | \| \| Angebaute weiße und rote Rebsorten (Hauptsorten fett dargestellt) \| | \| \| Angebaute weiße und rote Rebsorten (Hauptsorten fett dargestellt) \| |
| -------------------------------------------------------------------------- | -------------------------------------------------------------------------- | -------------------------------------------------------------------------- | -------------------------------------------------------------------------- |
| - Bacchus - Gewürztraminer (Traminer) - Goldriesling                       | - Grauburgunder (Ruländer) - Gutedel - Kerner                              | - Müller-Thurgau (Rivaner) - Riesling - Scheurebe                          | - Solaris - Weißer Burgunder                                               |
|                                                                            | - Lemberger                                                                | - Regent                                                                   | - Spätburgunder                                                            |
|                                                                            | Angebaute weiße und rote Rebsorten (Hauptsorten fett dargestellt)          |                                                                            |                                                                            |

Darüber hinaus bietet das Weinhaus Förster als Besonderheit den Kötzschber unter anderem als Rotling (Schieler) an. Der 1,36 Hektar große Anteil von Förster befindet sich am Nordende der Lage in der Nähe des Wasserturms.

## Geschichte

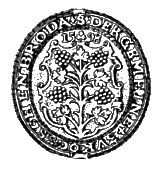
Das Siegel von Kötzschenbroda zeigt einen Weinstock (1598)

Siegel von Kötzschenbroda nach der Anbindung von Fürstenhain und Abtrennung von Niederlößnitz 1839

Die nördlich des Angers von Kötzschenbroda liegende Weinbergsflur wurde bereits 1271 als Kötzschbergisches Weingebirge erwähnt, als Dietrich von Zlauschwitz zwölf Fuder Wein dem Kloster Sitzenroda lieferte.
Die erste schriftliche Erwähnung des Lezenitzberges (Lößnitz) findet sich in einer Urkunde, in der der Meißner Bischof Withego I. das Dresdner Maternihospital mit diesem oberhalb von Haus Reinhardtsberg gelegenen Weinberg belehnte. Später hieß der Weinberg Römerberg, bis er den Namen Reinhardtsberg bekam.
Nach Kötzschenbroda ist auch der Kötzschber benannt, welcher über Jahrhunderte die Bezeichnung für Wein aus Kötzschenbroda war. Erwähnung fand er bereits durch Martin Luther, der ihn 1520 in einem Brief an den Meißner Bischof wegen seiner Güte lobte. Auch eine Inschrift aus dem Jahr 1715 in einer Giebelwand eines ehemaligen Weingutes entlang der Winzerstraße (ehemalige Hausgaß) erwähnt den Kötzschber:
Wer da rümbt den Vater Rein,

ich lobe einen gutten Kötzschber Wein

wenngleich ein mensch ist lam und krum

macht er ihn starck gleich wie Simson
Kurfürst Christian I. erließ 1588 ein erstes Weinbau-Regelwerk, die Weingebürgsordnung. Anfang des 17. Jahrhunderts wurden Württemberger Weinbau-Fachleute an die Elbe geholt, um Anbaumethoden „nach Württemberger Art“ einzuführen, so zum Beispiel die Terrassierung der Steillagen durch Trockenmauern 1616 durch den Winzer Jacob Löffler.
Zu den vereinzelten Presshäusern auf der Weinbergsflur kamen ab dem 16. Jahrhundert vermehrt Weingüter auf den nicht zur Kötzschenbrodaer Dorfflur gehörenden Herren- oder Eigentümerbergen, die dem Amt Dresden unterstanden; um 1600 standen an der Hausgaß (heute Winzerstraße) 21 Gebäude.
Da der Weinanbau bis in die Niederungen der Elbe betrieben wurde und dort die Nahrungsmittelproduktion verdrängt hatte, erließ 1684 Kurfürst Johann Georg III. das Verbot „Wo der Pflug gehen kann, soll kein Weinstock stehen“.
1832 gründeten 75 Weinbauern, die sich auf der Kötzschenbrodaer Weinbergsflur nördlich der Meißner Straße verstreut niedergelassen hatten, jedoch von der Gemeinde Kötzschenbroda nicht als Einwohner angesehen wurden, den Niederlößnitzer Weinbergverein. Mit den Änderungen der sächsischen Landgemeindeordnung von 1838 bildete sich 1839 aus dem Weinbergverein mit seinen vereinzelten Herren- oder Eigentümerbergen durch förmliche Abtrennung von Kötzschenbroda die Landgemeinde Nieder-Lössnitz mit damals 400 Einwohnern, die damit zwischen Kötzschenbroda im Süden und Kötzschenbroda-Oberort im Norden lag. 1840 veranstaltete die Sächsische Weinbaugesellschaft das Winzerfest in der Lößnitz.
Die Sektkellerei Bussard (Namensgeber für den Bussardberg) auf der Ostseite der Moritzburger Straße entstand 1836 mit einem zweistöckigen, 115 Meter langen Weinkeller auf dem damaligen Nierenberg. Sie wurde als Fabrik für moussirende Weine auf Aktienbasis gegründet und ist die zweitälteste Sektkellerei Deutschlands. Später nannte sie sich Niederlößnitzer Champagnerfabrik, bevor aus ihr 1897 die Sektkellerei Bussard wurde. Ab 1978 wurde die Sektproduktion nur noch auf dem Gelände von Schloss Wackerbarth betrieben, da das dort verwendete Tankgärverfahren produktiver als die Flaschengärung war. Später erwarb Schloss Wackerbarth die Rechte an Bussard.
Kriegszerstörungen und Missernten (zum Beispiel durch die Kleine Eiszeit), Fernhandel fremder Weine und das Auftreten von Krankheiten wie des Echte Mehltaus um 1850 führten zum allmählichen Niedergang des Lößnitz-Weinanbaus. 1885 gab es in der Lößnitz noch etwa 150 Hektar Anbaufläche, durch die Reblauskatastrophe, die im Jahr 1888 erstmals in der Lößnitz beobachtet wurde, ging die Anbaufläche bis 1910 auf 10 Hektar zurück. Gleichzeitig erlebten die beiden Landgemeinden Niederlößnitz und Oberlößnitz einen Bauboom sowie einen enormen Bevölkerungszuzug aufgrund des bevorzugten Klimas.
Ab 1913 begann der Landwirtschaftsrat Carl Pfeiffer (1872–1946) mit der 1905 eingeführten Pfropfrebe die Lößnitz wieder aufzureben. Pfeiffer wurde erster Leiter der 1928 gegründeten Weinbauversuchs- und -lehranstalt Hoflößnitz. Es sollte jedoch bis zum Jahr 1955 dauern, bis die meist als Nebenerwerbs- und Hobbywinzer tätigen Bewohner auch die terrassierten Steillagen neu belebten.
Im Jahr 1989 brachte die politische Wende durch Anwendung des einheitlichen Weingesetzes starke Veränderungen mit sich. Durch das Weingesetz wird die Bedeutung der Einzellage stark betont; damit wurde der getrennte Ausbau nach Weinberglagen wieder aufgenommen. Die guten Marktpreise, die die Winzer erzielen konnten, machten den arbeitsaufwändigen Terrassenanbau wieder attraktiv.

## Kulturdenkmäler

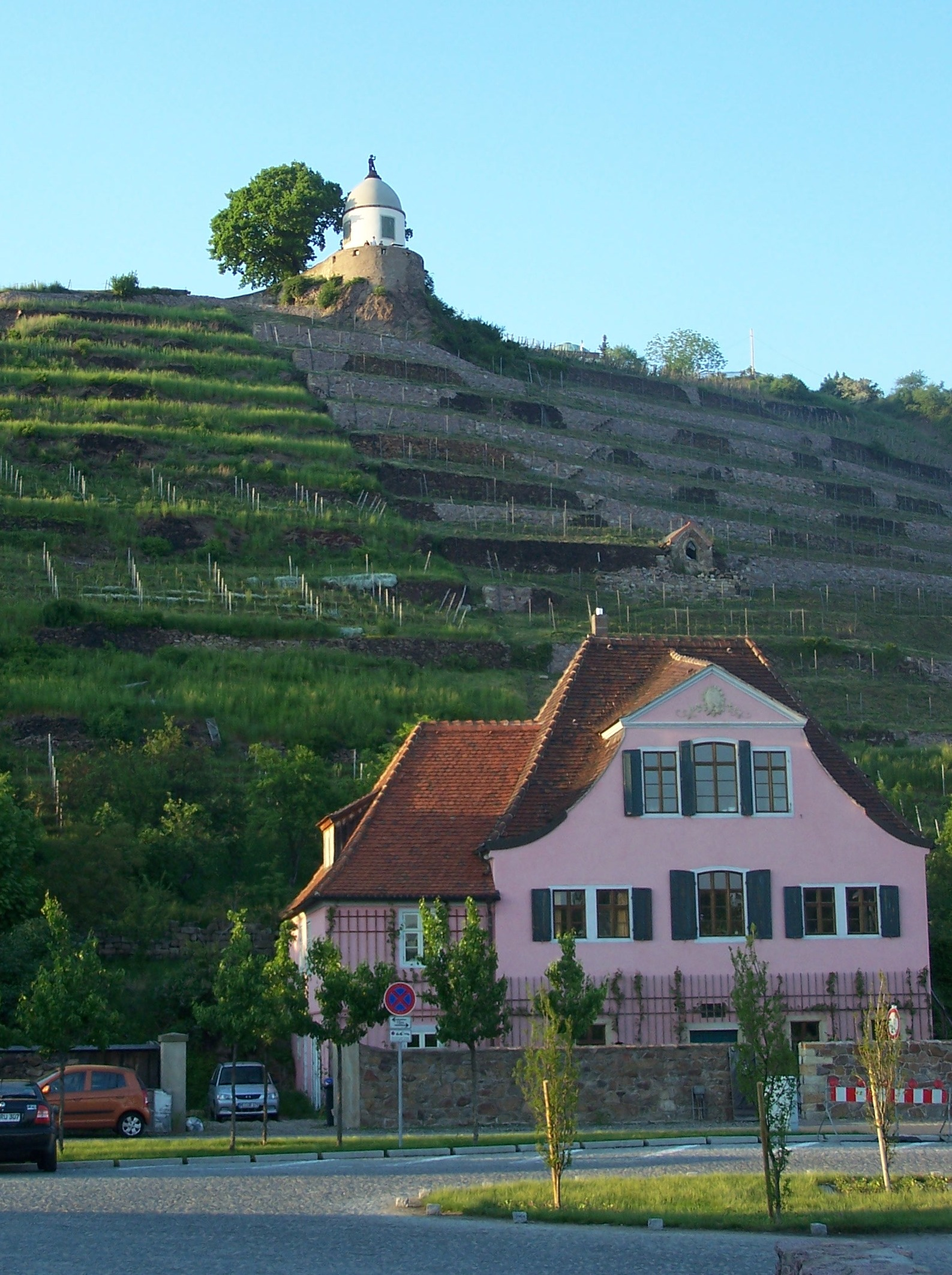
Haus Fliegenwedel vor sanierten und unsanierten Weinbergsmauern, oben der Jacobstein

Vereinzelt entstanden schon im Barock Weinbergs-Herrenhäuser, so 1652 auf dem Weingut Hoher Berg der später umbenannte Grundhof. In dessen Turmhaus wohnten und arbeiteten Künstler wie die Maler Wilhelm Claus (1882–1914), Karl Kröner (1887–1972) und Paul Wilhelm (1886–1965).
Während und nach der Regierungszeit Augusts des Starken wurden vermehrt Landhäuser und Weingüter in der Niederlößnitz gebaut. So entstand an der Oberen Bergstraße auf dem 1412 ersterwähnten Altenberg, später Minckwitzscher Weinberg, ein barockes Weingut mit Herrenhaus, das Haus Minckwitz, zu dem 1729 das auf der Hangkante sichtbare Minckwitzsche Berghaus (auch Oberes Lusthaus oder Belvedere) hinzukam. Ab 1827 wurden hier erfolgreich Schaumweine aus Lößnitztrauben hergestellt.
1844 entstand am Höhenweg im gräflich Flemmingschen Weingut ein Weinschank mit „selbsterbauten Weinen“. Dieser erhielt aufgrund seiner Lage sehr schnell den Namen Paradies. Dieser Name wird noch für einen der Steillagen-Weinberge dieser Lage benutzt (auch Auf den Bergen).
1870/1871 entstand auf der Hangkante durch die in Oberlößnitz gegründete Baufirma Gebrüder Ziller die Friedensburg mit dem gleichnamigen Weinberg.

## Ortsansässige Weingüter und Winzereien
- Sächsisches Staatsweingut Schloss Wackerbarth
- Weingut Fliegenwedel
- Winzerei Förster
- Winzerei Paradiesberg